# 岩手県立福岡高等学校
岩手県立福岡高等学校（いわてけんりつ ふくおかこうとうがっこう、英: Iwate Prefectural Hukuoka High School）は、岩手県二戸市福岡字上平に所在する公立の高等学校。

## 概要
1901年に創立され120年を超える歴史を持つ本校は、岩手県内で3番目に古い旧制中学を前身とする歴史を持っており、岩手県北地域を代表する進学校である。1998年に頭髪に関する校則が大幅に規制緩和されるまでは、全国的にも大変珍しい男子生徒全員が丸坊主の学校であった。隣接県協定により青森県南地域の八戸市や三戸町などからの受験も可能である。
ローマ字表記はヘボン式の「Fukuoka」ではなく訓令式の「Hukuoka」を採用している。訓令式ローマ字の基礎となる日本式ローマ字を考案した田中舘愛橘は地元福岡の出身である。

## 沿革
- 1901年04月28日 - 岩手県立福岡中学校開校。生徒定員400名。
- 1924年04月01日 - 岩手県福岡実科高等女学校開校。
- 1943年04月01日 - 岩手県福岡実科高等女学校が学制改革により岩手県福岡高等女学校となる。
- 1948年04月01日 - 岩手県立福岡中学校と岩手県福岡高等女学校が統合され、岩手県立福岡高等学校として開校。生徒定員750名。同時に定時制課程と浄法寺分校を設置。
- 1948年06月19日 - 定時制課程浄法寺分校開校。
- 1949年05月01日 - 定時制課程伊保内分校開校。
- 1954年04月01日 - 商業科新設。普通科定員50名を減じ商業科50名を設置。生徒定員750名。
- 1962年10月06日 - 創立60周年記念体育館落成式典挙行。
- 1965年04月01日 - 普通科入学募集定員200名。商業科100名。
- 1970年10月10日〜14日 - 第25回国民体育大会の剣道会場となり、天皇・皇后両陛下御来臨。
- 1972年04月28日 - 創立70周年並びに校舎落成記念式典挙行。
- 1973年04月01日 - 伊保内分校が岩手県立伊保内高等学校として独立。
- 1975年04月01日 - 浄法寺分校が岩手県立浄法寺高等学校として独立。
- 1981年04月01日 - 定時制課程で岩手県立二戸高等技術専門校との技能連携開始により2学級増。
- 1998年04月01日 - 男子生徒の頭髪規制を大幅に緩和し、丸刈り校則を事実上廃止。
- 1998年10月12日 - 英国・グラスゴーへ留学生の派遣を開始。
- 1999年08月01日 - 全国高等学校総合体育大会(全国高総体＝インターハイ)の剣道競技の練習会場となる。
- 2000年03月31日 - 定時制課程で岩手県立二戸高等技術専門校との技能連携を解消。
- 2001年10月20日 - 創立100周年記念式典挙行。
- 2007年03月02日 - 商業科閉科式典挙行。
- 2008年04月01日 - 岩手県立浄法寺高等学校が高校再編により岩手県立福岡高等学校浄法寺校となる。
- 2011年10月01日 - 創立110周年記念式典挙行。
- 2016年03月05日 - 岩手県立福岡高等学校浄法寺校閉校式典挙行。
- 2019年04月01日 - 全日制課程普通科1学級減で4学級となる。
- 2022年10月01日 - 創立120周年記念式典挙行。

## 校歌
作詞：疋田剛三    作曲：豊原雄太郎

## 設置課程
全日制
- 普通科： 1学年の募集定員は160名で4クラスを設置

定時制
- 普通科： 1学年の募集定員は40名で1クラスを設置

## 施設
- 教室
- 各種教室
- 体育館
- 武道館
- 吹奏楽部練習棟
- プール
- 第1グラウンド
- 第2グラウンド
- 福陵会館

## 制服
- 男子生徒 ： (夏服) 白色のYシャツ、黒色のズボン ／ (冬服) 左記に黒色の詰襟を着用
- 女子生徒 ： (夏服) 白色のブラウス、濃紺色のネクタイ、濃紺色のスカート ／ (冬服) 左記に濃紺色のブレザーを着用

## 進学実績
2024年度の卒業生数は99名。
国公立大学
- 弘前大学医学部医学科・国際教養大学などに57名が現役合格している。

私立大学
- 岩手医科大学医学部などに50名が現役合格している。

## 部活動

### 運動部
- 硬式野球部
1904年から青森県立八戸高等学校との定期戦を行っている。
夏の甲子園出場10回。春の甲子園出場はない。甲子園での通算成績は4勝10敗。
  - 1927年 - 第13回全国中等学校優勝野球大会ベスト8
  - 1928年 - 第14回全国中等学校優勝野球大会ベスト16
  - 1929年 - 第15回全国中等学校優勝野球大会出場
  - 1931年 - 第17回全国中等学校優勝野球大会出場
  - 1940年 - 第26回全国中等学校優勝野球大会出場
  - 1947年 - 第29回全国中等学校優勝野球大会出場
  - 1958年 - 第40回全国高等学校野球選手権大会出場
  - 1961年 - 第43回全国高等学校野球選手権大会ベスト8
  - 1980年 - 第62回全国高等学校野球選手権大会出場
  - 1985年 - 第67回全国高等学校野球選手権大会出場

夏の地方大会では、応援団が一昼夜かけて盛岡市にある岩手大会のメイン会場（現在はきたぎんボールパーク）まで歩く「80キロ行軍」でも知られており、『ドカベン』に登場する岩手県代表の弁慶高校が兵庫県西宮市にある阪神甲子園球場まで歩いたエピソードのモデルとされる[2]。
- 剣道部
  - 全国高校総体で1964年男子団体第3位。1965年男子団体第5位。1975年女子団体第3位。1999年女子団体第3位。
  - 2015年岩手県高校総体で男子団体優勝。岩手県高校総体で男女合わせて優勝35回。
- 柔道部
2012年岩手県高校総体で女子個人78Kg超級優勝。
- 弓道部
  - 全国高校総体で1976年女子個人準優勝。2011年男子団体優勝。ちなみに同年の男子団体準優勝は同じ岩手県二戸市内の岩手県立福岡工業高等学校(現・岩手県立北桜高等学校)である。岩手県高校総体で男女合わせて優勝17回。
  - 全国高等学校弓道選抜大会で2004年度男子団体優勝。
  - 男子個人は平成29年度岩手県スポーツ特別強化指定である。
- 陸上競技部
  - 全国高校選手権大会で1955年女子砲丸投げ第5位。1956年女子砲丸投げ優勝。男子5000m走第2位。男子駅伝第3位。女子円盤投げ第6位。
1957年女子砲丸投げ優勝。女子円盤投げ優勝。男子駅伝第4位。男子5000m走第6位。1958年男子ハンマー投げ第4位。
  - 2010年日本ジュニア陸上選手権大会で、男子円盤投げ優勝かつ日本高校新記録を樹立。
- サッカー部
- ソフトテニス部
岩手県高校総体で男子優勝1回。
- バレーボール部
- ソフトボール部
2014年の岩手県高校総体で男子通算25回目の優勝。
- バスケットボール部
- 卓球部
- 水泳部
  - 全国高校総体で1970年水球で第8位。1972年水球で第6位。
  - 2013年岩手県水泳選手権大会で男子500mメドレー優勝。女子50mバタフライ優勝。
  - 2013年岩手県高校総体で女子200m背泳ぎ優勝。

### 文化部
- 音楽部
  - 2012年NHK全国学校岩手県コンクールで金賞受賞。東北ブロックコンクールで奨励賞。
  - 2013年岩手県合唱小アンサンブルコンテストで金賞。
- 吹奏楽部
全日本アンサンブルコンテスト東北大会に過去7回出場。
- 書道部
  - 2009年全国高校総合文化祭で個人の部で奨励賞(第1席)。
  - 2013年全日本高校・大学生書道展で団体の部で優秀賞(第2位)。個人の部で書道展大賞1名。書道展賞6名。優秀賞11名。
  - 2013年岩手県高校総合文化祭で連盟賞。
  - 2013年岩手県高校書道作品コンクールで奨励賞3名。
  - 2013年高校国際美術展・書道部門で奨励賞4名。佳作1名。
- 美術部
  - 2011年岩手県高校総合文化祭の美術工芸展で特賞。
  - 2013年岩手県高校総合文化祭の美術工芸部門で入選7名。
- 英語部
- 茶道部
- 演劇部
  - 2011年東北地区高校演劇発表会で優秀賞・創作脚本賞。
  - 2012年春季全国高校演劇研究大会フェスティバル2012に推薦出場。
- 文芸部
- 理科研究部
2011年岩手県高校総合文化祭でポスター(パネル)発表最優秀。2012年全国高校総合文化祭に出場。
- 囲碁・将棋部
- 百人一首部
2013年全国高校総合文化祭に出場してベスト16。

## 著名な出身者
- 鈴木銀之助 - 元広島東洋カープ選手
- 小田野柏 - 元阪急ブレーブス選手
- 白坂長栄 - 元阪神タイガース選手
- 岩崎哲郎 - 元国鉄スワローズ選手
- 欠端光則 - 元ロッテオリオンズ→横浜大洋ホエールズ選手。現横浜DeNAベイスターズスカウト
- 栃乃花仁 - 元大相撲力士（浄法寺高校卒業）
- 馬場のぼる - 漫画家
- 福田繁雄 - グラフィックデザイナー
- 苫米地美智子 - カーリング選手。2014年ソチオリンピックに出場
- 小保内敏幸 - 元二戸市長

## 交通アクセス
鉄道
東日本旅客鉄道（JR東日本）東北新幹線、IGRいわて銀河鉄道の二戸駅からバスで最寄りバス停まで5分
バス
JRバス東北 『岩谷橋』バス停下車で徒歩5分

岩手県北バス『福岡川又』バス停下車で徒歩5分